# Зона скорости
«Зона скорости» (англ. Speed Zone) — канадский комедийный фильм 1989 года, посвящённый гонке «Пушечное ядро».

## Сюжет
Участники заезда собираются в загородном отеле, где на следующий день должна будет стартовать знаменитая гонка «Пушечное ядро». Это будет гонка через всю страну, от Вашингтона до Санта-Моники. Однако шеф вашингтонской полиции пытается этому помешать. Он идёт на упреждение и арестовывает водителей заранее. Теперь спонсорам нужно успеть сформировать новые команды до начала старта.
Лео Росс сажает в свою машину своего школьного друга Чарли Кронана, так как замечает, что у Чарли хороший навык вождения, приобретённый им во время работы парковщиком на автостоянке. Росс также усаживает в машину к Чарли и свою любовницу Тиффани, которую нужно доставить в Санта-Монику. Она мечтает стать актрисой, а пока она лишь лицо компании BMW. Они отправляются на автомобиле BMW E32.
Вик Дерубис — убийца по найму, который послан убить Алека Стюарта. Алек — бездельник и игроман, который растратил деньги, которые взял в долг у ростовщиков. Алек убеждает Вика объединиться в команду и попробовать выиграть гонку «Пушечное ядро», а заработанных денег им бы хватило, чтобы откупиться от бандитов. Их автомобиль Jaguar XJ-S.
Ли Робертс и Маргарет — молодые учёные. У них есть секретное оружие, изобретённый ими прибор, который на расстоянии может распознать находящихся рядом копов. В то же время у них нет автомобиля. Девушки договариваются с одним из арестованных водителей об использовании его машины и отправляются в путь на Ferrari Daytona.
Валентино Розатти после ареста своего водителя пытается сам повести Lamborghini Countach, но у него ничего не выходит. Неожиданно ему на помощь приходит один полицейский, которому очень нужны деньги. Коп становится водителем Валентино.
Также есть ещё команда состоящая из двух эксцентричных братьев-миллионеров Нельсона и Рэндольфа Ван Слоунов. Они используют Rolls-Royce Corniche.
Джек О’Нилл — журналист, который делает репортаж об этой гонке, внезапно загорается идеей непосредственно принять участие в состязании. Он подбивает на это свою коллегу Хезер Скотт, и они отправляются на старт. Их автомобиль — это студийный фургон Ford E-Series.

## В ролях
- Мелоди Андерсон — Ли Робертс
- Питер Бойл — шеф полиции Спиро Эдсель
- Донна Диксон — Тиффани
- Джон Кэнди — Чарли Кронан
- Юджин Леви — Лео Росс
- Тим Мэтисон — Джек O’Нил
- Дик Смотерз — Нельсон Ван Слоун
- Том Смотерз — Рэндольф Ван Слоун
- Шари Белафонте — Маргарет
- Джо Флаэрти — Вик Дерубис
- Мэтт Фрюэр — Алек Стюарт
- Мими Кузык — Хезер Скотт
- Джейми Фарр — Шейх
- Дон Лейк — Уитмен
- Алисса Милано — Лорлин
- Джон Шнайдер — Донато
- Брук Шилдс — стюардесса / играет саму себя
- Майкл Спинкс — играет самого себя
- Ли Ван Клиф — дедушка бросающий камешки
- Харви Аиткен — Голден Гус
- Брайан Джордж — Валентино Розатти
- Арт Хиндл — Флэш
- Луис Дель Гранде — мистер Бенсон
- Карл Льюис — бегун / играет самого себя
- Ричард Петти — играет самого себя (нет в титрах)

## Приём
Фильм был принят негативно. Был номинирован на три премии «Золотая малина» в номинациях: «худший фильм», «худший режиссёр» и «худшая женская роль второго плана». Победил в одной номинации — «худшая женская роль второго плана», награду получила Брук Шилдс за роль самой себя.
Роджер Эберт в рецензии для Chicago Sun-Times поставил фильму ноль звёзд из пяти. Он подчеркнул, что все автомобильные шутки в фильме совершенно не смешные и никогда смешными не были (полёт автомобиля по воздуху, грузовики таранящие машины, автомобили врезающиеся в блокпосты и т. д.). В The Washington Post заметили, что этот фильм хуже предыдущих двух и даже заставляет ностальгировать по ним и это при том, что те фильмы были также плохими.